# Thomas Corneille
Thomas Corneille (ur. 20 sierpnia 1625 w Rouen, zm. 8 grudnia 1709 w Les Andelys), dramatopisarz francuski. Brat Pierre’a.
Pisał komedie i tragedie. Jego pierwsze sztuki komediowe były wzorowane na teatrze hiszpańskim. Odniósł sukces za sprawą tragedii Timocrate (1656), reprezentującego tragédie galante, której bohater łączył cnoty rycerskie z ogładą na salonach.
Pisał również dzieła encyklopedyczne. W 1685 roku został członkiem Akademii Francuskiej. 